# Marpissa nannodes
Marpissa nannodes är en spindelart som beskrevs av Tord Tamerlan Teodor Thorell 1892. Marpissa nannodes ingår i släktet Marpissa och familjen hoppspindlar. Inga underarter finns listade i Catalogue of Life.